# Pyrota dakotana
Pyrota dakotana là một loài bọ cánh cứng trong họ Meloidae. Loài này được Wickahm miêu tả khoa học năm 1902.